# 阿波市立八幡小学校
阿波市立八幡小学校（あわしりつ やわたしょうがっこう）は、徳島県阿波市市場町大野島にある公立小学校。

## 沿革
出典
- 1871年（明治4年）8月 - 山野上大野寺を仮校舎として阿波郡東郷学校創立。
- 時期不明 - 教英校と改称。
- 時期不明 - 八幡尋常高等小学校と改称。
- 1903年（明治36年）4月 - 現在地に移転。
- 1904年（明治37年）4月 - 粟島・伊月・切幡の小学校を統合。
- 1941年（昭和16年）4月 - 国民学校令により、八幡町国民学校と改称。
- 1947年（昭和22年）4月 - 八幡町立八幡小学校と改称。
- 1955年（昭和30年）3月31日 - 町村合併により市場町八幡小学校と改称。
- 1977年（昭和52年）
  - 1月 - 校舎新築落成。
  - 3月 - 創立百周年記念式典挙行。
- 1993年（平成5年）3月 - プール落成。
- 1995年（平成7年）8月 - 夜間照明施設新設。
- 2005年（平成17年）4月1日 - 4町合併により阿波市立八幡小学校と改称。
- 2013年（平成25年）3月 - 体育館LED照明設置。
- 2014年（平成26年）1月 - 地震補強工事竣工（エレベーター設置他）。
- 2015年（平成27年）8月 - 児童用タブレットPC及び校務用PC配置。
- 2017年（平成29年）
  - 1月 - プール周辺道路改良工事起工。
  - 8月 - 普通教室エアコン設置。
- 2019年（令和元年）12月 - 体育館改修工事。

## 学校周辺
- 阿波市立幼保連携型八幡認定こども園 - 阿波市道をはさんで、敷地が隣接。
- 徳島県道237号切幡川島線
- 柿ノ木谷川
- 八幡郵便局

## 通学区域が隣接している学校
- 阿波市立市場小学校
- 阿波市立土成小学校
- 吉野川市立知恵島小学校
- 吉野川市立西麻植小学校
- 吉野川市立川島小学校